# Helder Pelembe
Pour les articles homonymes, voir Pelembe.
Hélder Pelembe est un footballeur mozambicain né le 20 septembre 1987 à Nampula. Il évolue au poste d'attaquant avec Maxaquene. 

## Carrière
- 2007-2010 : Maxaquene ( Mozambique)
- 2010-2011 : Portimonense ( Portugal)
- 2011-201. : Maxaquene ( Mozambique)